# Grundvertrauen
Grundvertrauen ist das tiefste und letzte Vertrauen-Können des Menschen und nur schwer erschütterlich. Vertrauen wird in der Existenzanalyse definiert als Einwilligung, sich zum Überwinden eines Risikos oder einer Unsicherheit einer haltgebenden Instanz zu überlassen. Voraussetzung dafür sind Mut seitens der Person und Haltvermittlung vonseiten des Objekts.

## Definition
Grundvertrauen ist ein (unbewusst) vollzogener Akt des Sich-Einlassens auf den „letzten“ Halt – auf das, was sich einem als Seinsgrund gezeigt hat. Diesem liegt die Erfahrung zugrunde, dass immer etwas „da ist“, das auffängt und Halt gibt.
Grundvertrauen bezieht sich immer auf das Erlebnis, dass es immer irgendwie weitergeht, und das Dasein nicht grundlos ist und immer einen Grund hat. Die Erfahrung des Feststehen des Grundes der Existenz geschieht bereits vor der Geburt (daher keine Restriktion auf eine Prägephase im 1. Lebensjahr) und über das gesamte Leben. Das Fehlen eines tiefen Vertrauens in den letzten Halt hinter allen singulären Erfahrungen führt zu den existentiellen Mangelgefühlen Unsicherheit, Angst, Verschlossenheit mit ihren entsprechenden Bewältigungsreaktionen.

## Arten von Grundvertrauen
- Selbstvertrauen: auch Selbst-Treue – zu sich stehen; Urmut – Erfahrung der nicht versiegenden „Kraftquelle Leben“; Urpotenz – Dasein ist immer auch schon ein Können, also ein letztes Auf-sich-selbst-vertrauen-können.
- Weltvertrauen: Urvertrauen und Urtreue (Menschen, die in lebenswichtigen Zeiten bedingungslos zu einem gehalten haben, Urerfahrung des Versorgtseins); Strukturvertrauen – „es wird schon weitergehen“, auch sich in einem Gefüge verstehen, in dem für einen geplant ist (Schicksalsergebenheit).
- transzendentales Vertrauen: Vertrauen in etwas, das diese Welt trägt (Glaube).